# Patapoklosi
Patapoklosi ist eine ungarische Gemeinde im Kreis Szigetvár im Komitat Baranya. Die Gemeinde besteht aus den Ortsteilen Pata und Poklosi.

## Geografische Lage
Patapoklosi liegt fünf Kilometer nordwestlich der Kreisstadt Szigetvár an dem Fluss Gyöngyös-patak. Nachbargemeinden sind Basal im Osten und Somogyapáti im Norden.

## Gemeindepartnerschaft
- Gornești, Rumänien

## Sehenswürdigkeiten
- Árpád-Büste
- István-Szegedi-Kis-Büste
- Kossuth-Büste
- Miklós-Zrínyi-Büste
- Petőfi-Büste
- Rákóczi-Büste
- Reformierte Kirche, erbaut 1794 im barocken Stil, mit bemalter Kassettendecke
- Skulptur Bélpoklos
- Weltkriegsdenkmal (I. világháborús emlékmű)

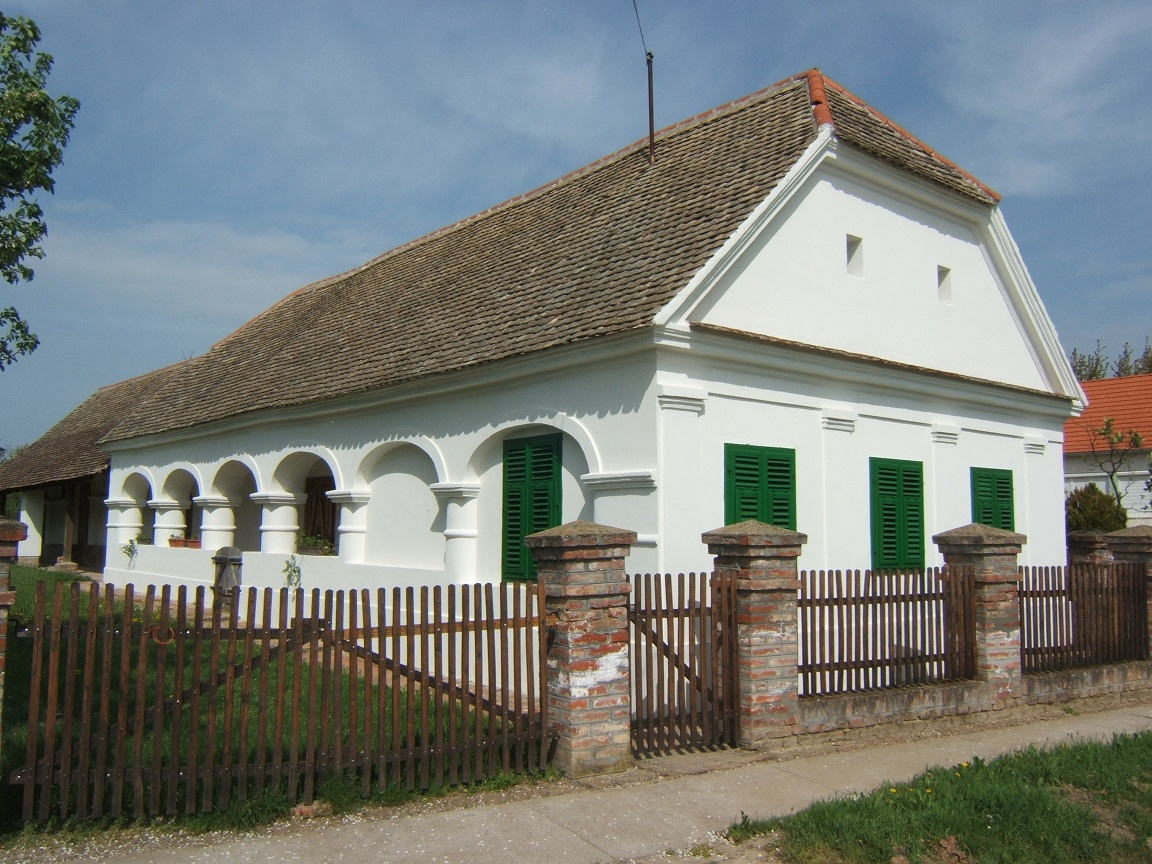
Traditionelles Wohnhaus (denkmalgeschützt)

## Verkehr
Patapoklosi ist nur über die Nebenstraße Nr. 66124 zu erreichen, östlich des Ortes verläuft die Landstraße Nr. 6607.
Es bestehen Busverbindungen nach Szigetvár sowie über Basal, Somogyapáti, Somogyhatvan und Patosfa nach Lad. Der nächstgelegene Bahnhof befindet sich in Szigetvár.